# Sindrome di Bernard-Horner
La sindrome di Bernard-Horner, o sindrome oculopupillare, è caratterizzata da un danno al tronco del sistema nervoso simpatico cervicale, il quale non può più controbilanciare l'azione del parasimpatico che prevale.

## Presentazione clinica
Dal lato in cui il sistema nervoso è stato leso si noteranno:
- restringimento della rima palpebrale superiore per paralisi del muscolo tarsale superiore (simile ma non uguale alla ptosi palpebrale, ossia un abbassamento della palpebra più marcato, legata alla paralisi del nervo oculomotore che innerva il muscolo elevatore della palpebra superiore);
- enoftalmo, ossia il rientro dell'occhio nell'orbita (spesso non presente);
- miosi, ossia restringimento della pupilla;
- anidrosi, ossia l'assenza di sudorazione, sul volto in questo caso (presente solo se la lesione avviene inferiormente alla biforcazione carotidea. Superiormente le fibre simpatiche deputate alla sudorazione seguono l'arteria carotide esterna, le rimanenti l'arteria carotide interna).

## Eziologia
È spesso associata nelle paralisi ostetriche a una lesione del plesso brachiale inferiore (radici C7 e C8, T1), nota anche col nome di paralisi di Dejerine-Klumpke.
Nell'adulto può essere dovuta a cause secondarie, che esercitano una lesione o compressione delle fibre neuronali. Questo può avvenire lungo tutto il tragitto delle fibre, ossia:
- nel SNC: a causa di lesioni del tronco encefalico, sindrome di Wallenberg;
- nel SNP: a causa di dissezioni dell'arteria carotide, nella sindrome di Pancoast (tumore dell'apice polmonare), neuroblastoma cervico-facciale.